# عماد الفالوجي
عماد عبد الحميد عبد الهادي الفالوجي (وُلد في 27 يونيو 1963 في مخيم جباليا) مهندس مدني فلسطيني ووزير سابق. شغل منصب وزير وزارة الاتصالات الفلسطينية في حكومات ياسر عرفات الثانية، والثالثة والرابعة. كما كان مستشارًا للرئيس ياسر عرفات لشؤون المواصلات والاتصالات في الفترة 2002–2004، وعضوًا في المجلس التشريعي الفلسطيني في الفترة 1996–2006 عن دائرة شمال غزة حيث حصل على 8,529 صوت، وعضو مجلس رؤساء الهيئة الإسلامية المسيحية لنصرة القدس والمقدسات في عام 2009. رُشح عام 2005 ليشغل منصب سفير فلسطين لدى إيران ولم يتم تطبيقه.